# Saint-Aigny
Saint-Aigny ist eine französische Gemeinde mit 272 Einwohnern (Stand: 1. Januar 2022) im Département Indre in der Region Centre-Val de Loire; sie gehört zum Arrondissement Le Blanc und zum Kanton Le Blanc. 

## Geographie
Saint-Aigny liegt etwa 58 Kilometer ostnordöstlich von Poitiers an der Creuse, der die nordöstliche Gemeindegrenze bildet. Umgeben wird Saint-Aigny von den Nachbargemeinden Sauzelles im Norden und Nordwesten, Pouligny-Saint-Pierre im Nordosten, Le Blanc im Osten und Südosten, Concremiers im Süden, Ingrandes im Südwesten sowie Mérigny im Westen.

## Bevölkerungsentwicklung
| Jahr                       | 1962 | 1968 | 1975 | 1982 | 1990 | 1999 | 2006 | 2018 |
| Einwohner                  | 323  | 254  | 223  | 235  | 244  | 256  | 290  | 280  |
| Quellen: Cassini und INSEE |      |      |      |      |      |      |      |      |

## Sehenswürdigkeiten
- Kirche Saint-Aignan aus dem 13. Jahrhundert, seit 1932 Monument historique

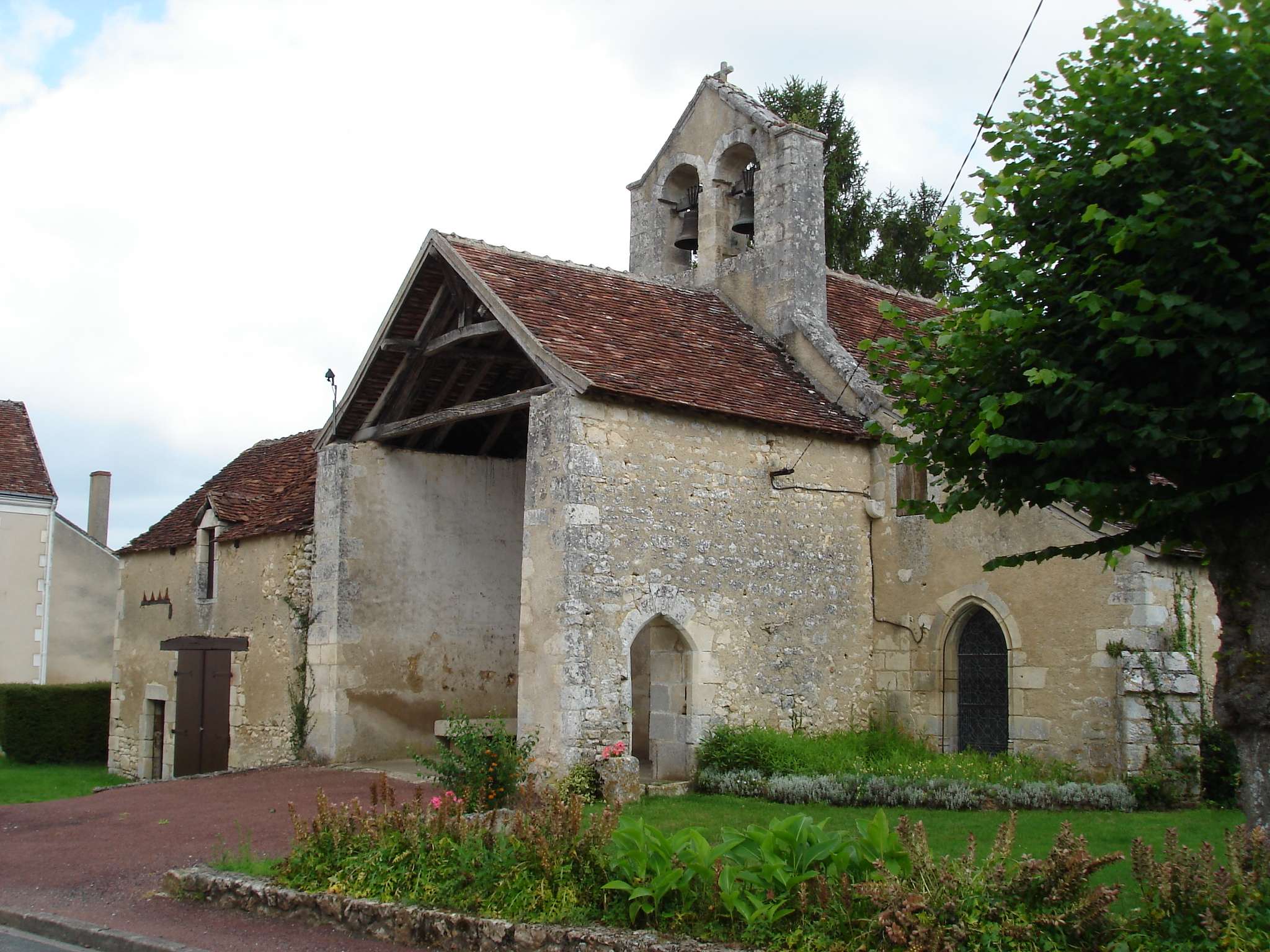
Kirche Saint-Aignan